# Millettia hitsika
Millettia hitsika är en ärtväxtart som beskrevs av Du Puy och Jean-Noël Labat. Millettia hitsika ingår i släktet Millettia och familjen ärtväxter. IUCN kategoriserar arten globalt som starkt hotad. Inga underarter finns listade i Catalogue of Life.